# Crimson Thorn
Crimson Thorn är ett kristet death metal-band från Minneapolis i USA bildat år 1991. Bandet bestod från början av Luke Renno (gitarr/sång), Dylan Jennigis (bas), Dave Quast (trummor), Miles Sunde (gitarr/bakgrundssång) och Paul Jongeward (gitarr), men har sedan dess haft olika medlemsbyten genom tiderna. Totalt har gruppen släppt tre studioalbum: Unearthed (1994), Dissection (1997) och Purification (2002) men också en konsertfilm kallad Live in Minneapolis (2005).
Enligt Allmusic.com är bandet unikt för att ljudmässigt vara ett av "världens mest extrema kristna rockband".

## Medlemmar
Nuvarande
- Luke Renno - Gitarr och sång (1991-idag), Bas (1992-2005)
- Miles Sunde - Gitarr och bakgrundssång (1991-idag)
- Steve Reishus - Trummor (2005-idag)

Tidigare
- Paul Jongeward - Gitarr (1991-1997)
- Andy Kopesky - Gitarr (1997-2007), Klaviatur (1997-2005, 2006-2007)
- Dylan Jennigis - Bas (1991-1992)
- Brett Wilson - Bas (2005-2015)
- Dave Quast - Trummor (1991-1993)
- Jeff Anderson - Trummor (1993-1994)
- Kevin Sundberg - Trummor och sång (1994-2005)
- Collin Anderson - Klaviatur (2005-2006)

Medverkande vid liveframträdanden
- Billy Frazier - Trummor

[Uppgifter hämtade från Christian Metal Wiki samt Metal Archives]

## Diskografi
Studioalbum
- Unearthed (1994)

- Dissection (1997)
- Purification (2002)

Konsertfilmer
- Live in Minneapolis (2005)

Samlingsalbum
- Unearthed for Dissection (2005)

- Anthology of Brutality: 1992-2002 The Complete Collective Works (2017)

Coverlåtar
- "Anorexia Spiritual" - Living Sacrifice cover from the album, Living Sacrifice (2001)

[Uppgifter hämtade från Christian Metal Wiki]